# Folkeeventyr
Folkeeventyret er et mundtligt overleveret eventyr. Det er fri digtning, der ikke udgiver sig for at være sandt. Folkeeventyret knyttes sjældent til en bestemt periode eller et bestemt sted, men begynder diffust med "Der var en gang..."; på engelsk "Once upon a time..."; på babylonsk "Enuma elish..." (= dengang foroven). Folkeeventyret følger sin egen logik og fremstiller tilværelsen konsekvent og retfærdigt: Det gode skal få sin løn, og det onde skal straffes. 
Folkeeventyrene er oftest mundtligt overleveret indtil romantikken i 1800-tallet, hvor de blev højeste mode, og hvor brødrene Grimm begyndte at indsamle tyske eventyr (flere dog af fransk skriftlig oprindelse) og skrive dem ned; i Norge gjorde Asbjørnsen og Moe ligeså; i Finland Elias Lönnrot. De inspirerede H.C. Andersen til kunsteventyret i 1830. De indsamlede folkeeventyr blev nedskrevet i flere varianter.. Det minder meget om folkeviser, da de vidner om en mangfoldig mundtlig fortællekultur, hvor grundfortællingerne har ændret form gennem tiden. Før romantikken var målgruppen ikke børn, men i romantikken blev eventyrgenren en fast del af børnebogsrepertoiret.
Folkeeventyr fungerede som underholdning og livstolkning; de blev fortalt ved markarbejde, på kroer og i andre almue-/middelklassefamilier. Det var ikke alle og enhver, som fortalte eventyr; at fortælle eventyr var et håndværk, en kunst og et levebrød.

## Individualisering
Eventyrene handler ofte om individualisering; om et forløb, hvor individet finder sin plads. Det handler om eksistentielle spring, om farefulde faser i livet, der symbolsk iklædes eventyrets form. Individuationsprocessen gennemløbes i symbolsk form gennem en række prøver, der skal godtgøre, at helten har de ressourcer, som forhindringerne kræver. Personerne er typer; de er ikke individualiserede, men udfylder en funktion i fortællingen. Det forløb de gennemgår, er ikke underlagt en moderne udviklingspsykologi, men er snarere udtryk for en symbolsk tolkning af forskellige overgange i livet. Forvandlingen fra barn til voksen, fra uskyld til kønsmodning er hyppige temaer for trylleeventyr. De kan fremstå som en overnaturlig udgave af dannelsesromanen.

## Komposition
Eventyrene havde ofte en struktur som dækkede over: "Hjemme - ude - hjem". Hjemme er der konflikt; ude udspilles den; og endelig finder helten sit nye hjem/sin elskede, oftest prinsessen eller det halve kongerige. Dette "hjemme - ude - hjem"-princip kan også erstattes af "orden - kaos - orden"-princippet. Her begynder eventyret i orden, hvorefter der udspiller sig en kaossituation, inden en ny form for orden oprettes.

## Folkeeventyrets genrer
Folkeeventyret kan opdeles i skæmteeventyr og trylleeventyr.

### Skæmteeventyret
I skæmteeventyrene blev der ofte gjort grin med samfundets autoriteter, da det var bøndernes eneste måde at udtrykke deres sociale ubehag ved undertrykkelsen fra adelen. Der var næsten altid en helt i skæmteeventyr; helten kom oftest fra underklassen og skulle gennemgå en række prøver for at få prinsessen eller den smukke kvinde.

### Trylleeventyret
Trylleeventyrene foregik altid i et overnaturligt miljø, befolket af trolde, nisser, elverpiger, drager og andre fabeldyr. Trylleeventyrene antages at have rod i den fattige almue. Der optræder ofte en hovedperson, en modstander, en hjælper, en præmie (ofte en prinsesse), en afgiver af præmien og en modtager af præmien. Helten møder en række modstandere, der vil hindre ham i at udføre sit projekt. Målet for eventyrene er typisk prinsessen og det halve kongerige. I Askepot er det dog prinsen, der er Askepots præmie; hendes hjælpere er både den gode fe og en flok fugle.

## Olriks episke love
I 1908 opstillede den danske folklorist Axel Olrik nogle generelle love for fortællemåden i folkeeventyr.  Det skete på baggrund af studier af folkeeventyr fra hele Europa. De episke love er en metode, der fokuserer på teksternes sproglige formelpræg og typiske fortællestruktur; genrespecifikke træk, som er fælles for myter og eventyr og andre mundtligt overleverede fortællinger.
Modsætningslov. Når to personer optræder samtidigt i eventyret, er de som regel modsætninger. Den onde i modsætning til den gode, den fattige mod den rige, den dumme mod den kloge, den gamle mod den unge og tykke mod den tynde osv.
Midtpunktslov. Handlingen arrangeres altid omkring en hovedperson. Eventyret tager kun det med, der vedkommer hovedpersonen. Alt andet udelades.
Tvillingelov. Når to personer er fælles om en handling, er de svagere end en enkelt, der gør det samme.
Gentagelse. Der er oftest gentagelser, f.eks. tre brødre, tre lande, tre prøver osv.
Bagvægt. Når flere ens situationer følger efter hinanden, ligger hovedvægten på den sidste: f.eks. den yngste af tre brødre, det sidste af tre forsøg.
Forvægt. Det er reglen, at personer med højere status bliver nævnt først i folkeeventyr, f.eks. kongen før prinsen, og adelsmanden før bonden.
Simplificering af eventyret. Det foregår oftest så personerne i historien kun er udstyret med de mest nødvendige egenskaber: f.eks. den modige svend eller den smukke prinsesse. De inddrager kun de detaljer/personer, som bidrager til handlingen.
Tillægsord. I folkeeventyrene er der oftest tillægsord, der kendetegner personerne: "den hvide ridder", "den sorte ridder", "den fede mand" osv.